# یک قول
یک قول (انگلیسی: A Promise) فیلمی در ژانر درام و رمانتیک به کارگردانی پاتریس لوکنت است که در سال ۲۰۱۳ منتشر شد. از بازیگران آن می‌توان به ربکا هال، آلن ریکمن و ریچارد مدن اشاره کرد.

## خلاصه فیلم
فیلم در دوران پیش از جنگ جهانی اول اتفاق افتاده و بر روی زنی متاهل که عاشق شاگرد همسرش می‌شود تمرکز دارد. آنها که در ابتدا توسط ندای وظیفه و سپس جنگ از هم جدا شده‌اند، خود را وقف یکدیگر می‌کنند...